# Municipalità di Goulburn Mulwaree
La municipalità di Goulburn Mulwaree è una local government area che si trova nel Nuovo Galles del Sud. Si estende su una superficie di 3.220 chilometri quadrati e ha una popolazione di 28.702 abitanti. La sede del consiglio si trova a Goulburn.